# Panamese wormsalamander
De Panamese wormsalamander (Oscaecilia ochrocephala) is een pootloze wormsalamander uit de familie Caeciliidae. De soort werd voor het eerst wetenschappelijk beschreven door Edward Drinker Cope in 1866. Oorspronkelijk werd de wetenschappelijke naam Coecilia ochrocephala gebruikt.

## Uiterlijke kenmerken
De Panamese wormsalamander wordt ongeveer 60 centimeter lang en is meestal groen van kleur. Het is een slanke wormsalamander met een duidelijk gesegmenteerd lichaam. De kop is wigvormig en wordt gebruikt om mee te graven; met de kop wordt het zand opzij gedrukt. Het lichaam wordt dunner gemaakt om zich onder de grond te verplaatsen of juist dikker om zich schrap te zetten.

## Levenswijze
Omdat deze wormsalamander zich alleen thuis voelt onder de grond is er maar weinig bekend over deze soort, want het dier is hierdoor zeer moeilijk te bestuderen. Het voedsel bestaat uit wormen en insecten en de larven die al gravend worden opgespoord. Jonge dieren moeten ook uitkijken voor grotere soortgenoten want deze soort is kannibalistisch. De belangrijkste vijanden zijn slangen. Alleen als het regent komt de Panamese wormsalamander bovengronds, omdat hij anders verdrinkt in de ondergelopen holen. Eenmaal bovengronds zoekt de wormsalamander zo snel mogelijk beschutting, want hij is erg sloom en daardoor kwetsbaar voor vijanden en met name voor uitdroging.

## Verspreiding en habitat
De Panamese wormsalamander komt voor in delen van Zuid-Amerika en leeft in oostelijk Panama en noordelijk Colombia. De habitat bestaat uit vochtige bossen met een wat open bodemstructuur zoals zandgronden om goed te kunnen graven.